# Ian Gomez
Pour les articles homonymes, voir Gomez.
Ian Gomez est un acteur américain né le 27 décembre 1964 à New York, New York (États-Unis).

## Biographie
Il s'est converti à la religion grecque orthodoxe afin de se marier à l'actrice Nia Vardalos le 5 septembre 1993. Ensemble ils ont adopté une petite fille en 2008.

## Filmographie

### Cinéma
- 1993 : Excessive Force : Lucas
- 1993 : La Star de Chicago (Rookie of the Year) de Daniel Stern : Odd bellman
- 1997 : L'Amour de ma vie ('Til There Was You) : Scott
- 1997 : Courting Courtney : Hank
- 1999 : Un homme idéal (Meet Prince Charming) : Gino
- 1999 : En direct sur Edtv (Edtv) de Ron Howard : McIlvaine
- 2001 : Le Centre du Monde (The Center of the World) : Delivery Man
- 2001 : Almost Salinas : Manny
- 2002 : Mariage à la grecque (My Big Fat Greek Wedding) : Mike
- 2003 : Street of Pain : Beau
- 2003 : Bomba Latina (Chasing Papi) : Doctor Chu
- 2003 : Dickie Roberts: Ex-enfant star (Dickie Roberts: Former Child Star) : Strange Man
- 2004 : Connie and Carla : Stanley
- 2004 : The Last Shot : Agent Nance
- 2005 : Getting to Know You : Russ
- 2005 : Underclassman : Détective Gallecki
- 2009 : Vacances à la grecque : employé de l'Hôtel Clerk
- 2011 : Il n'est jamais trop tard : Frank
- 2018 : Les Potes (Dude) : Jerry
- 2019 : Le Cas Richard Jewell (Richard Jewell) de Clint Eastwood : agent Dan Bennett

### Télévision
- 1991 : K 2000 - La nouvelle arme
- 1998 : Felicity : Javier Quintata
- 2002 : Get a Clue : M.. Orlando Walker/ Nicholas Petrossian
- 2005 : Jake in Progress : Adrian
- 2006 : 7 à la maison (saison 11 ; épisode 4).
- 2007 : Heroes : Le conservateur des objets d'art de Linderman (saison 1 épisode 18)
- 2008 : Lost : 1 épisode (saison 3 épisode 4)
- 2008-2009 : Rita Rocks  : Owen Jankowski
- 2009-2014 : Cougar Town : Andy
- 2012 : Drop Dead Diva : 1 épisode (saison 4 épisode 8)
- 2016 : Supergirl : Snapper Carr (saison 2)
- 2019 : The Morning Show : Greg (saison 1)

### Musique
- En 2002, il apparaît dans le clip "Hands Clean" de l'album Under Rug Swept de la chanteuse canadienne Alanis Morissette.